# 古國順
古國順（1939年—2021年5月21日），臺灣桃園市楊梅區客家人，《尚書》研究者，投入客家話保存運動。

## 生平

### 早年
古國順出生於1939年，出生地為楊梅三湖。
古國順中學畢業後，因出身於貧窮，在中壢中學校長溫麟的建議下，考上台北師專，後再以在職身分去淡江大學夜間部中文系、政治大學中文研究所進修。之後，他當上台北教育大學中文系教授，專於《尚書》。

### 教導客語
客委會表示，古國順曾參與臺灣語言音標方案、客家語拼音方案、編著《臺灣客家話記音訓練教材》、《客語發音及拼音》等書。古國順為新竹縣政府編著一套二十二課的客家話記音訓練教材，於2000年5月2日由新竹縣長林光華宣布在網路公開。次年9月25日起，古國順以台北師範應用語言研究所所長身分在新竹縣文化局開課，培訓客家語師資。
2005年11月5、6日，客委會舉行首次的客語認證初級考試。此考試就由古國順擔任客語認證教材總召、闈長與閱卷總召集人，之後中級暨中高級客語認證也在他協助下舉行。
2007年4月25日，客委會公布首屆客家貢獻獎給古國順、徐登志、徐木珍、曾彩金、黃永達等。2007年8月3日，小叮噹科學主題樂園，縣長林光華頒發台灣客家文化獎給古國順與何石松。2015年6月29日，六堆客家文化園區，副總統吳敦義頒終身奉獻獎給古國順。
2021年5月21日，古國順去世。6月11日，客委會主任委員楊長鎮代表總統蔡英文頒發褒揚令予古國順遺孀。

## 主寫著作
- 古國順. . 文史哲出版社. 1981. ISBN 9789575472689.
- 古國順. . 文史哲出版社. 1985  [2025-02-12]. ISBN 9789575473327. （原始内容存档于2020-10-29）.
- 古國順. . 文史哲出版社. 1997. ISBN 9789570207279.
- 古國順. . 台灣語言文化研究發展學會. 2003. ISBN 9789572873809.